# LFG Roland D.VI

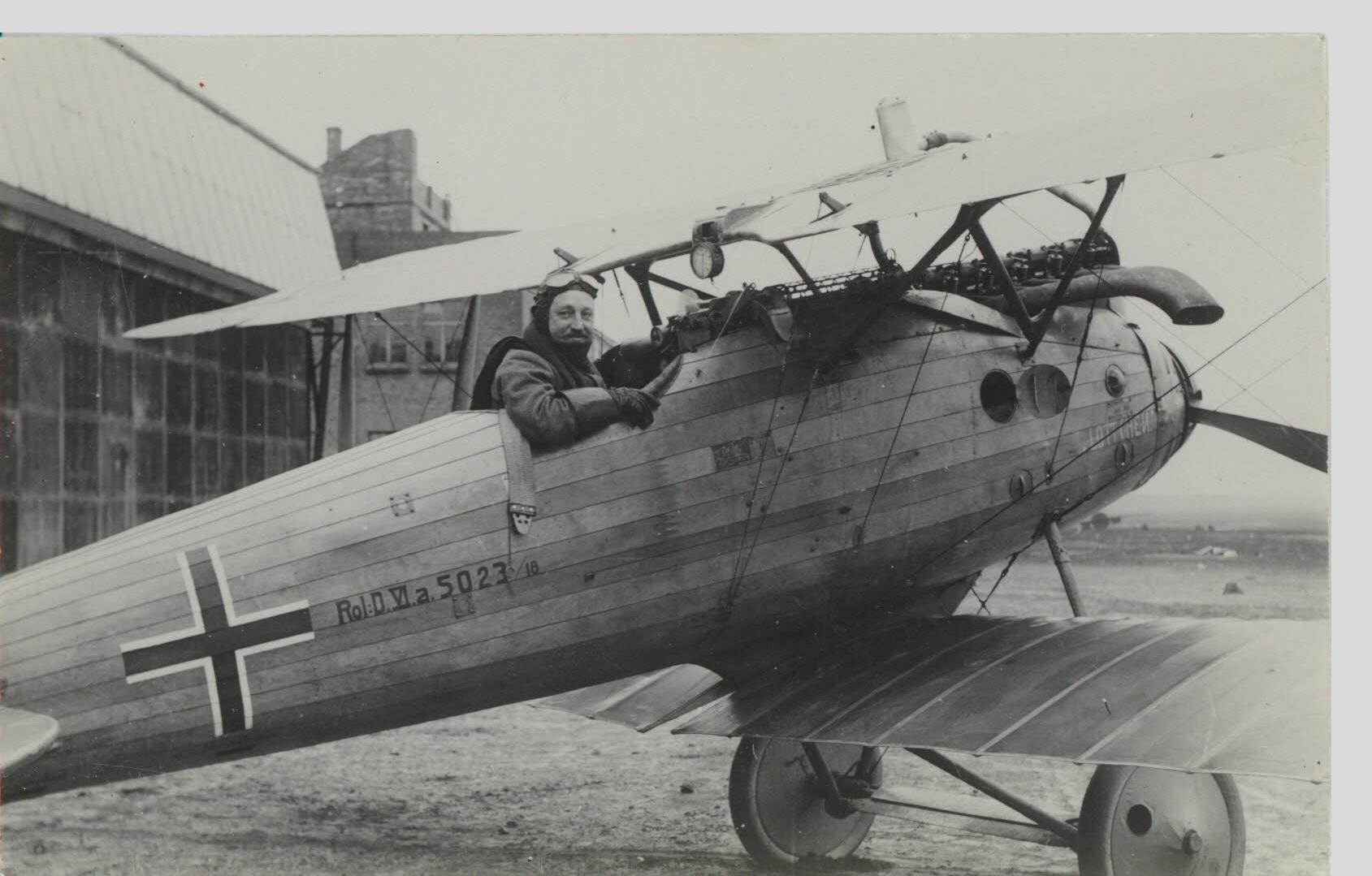
LFG Roland D.VIa, z silnikiem Mercedes

LFG Roland D.VI – niemiecki dwupłatowy samolot myśliwski z okresu I wojny światowej, zbudowany w berlińskiej wytwórni Luft-Fahrzeug-Gesellschaft.

## Historia i użycie
Samolot myśliwski LFG Roland D.II nie był w pełni udaną maszyną i służył głównie do zaawansowanego treningu. Wytwórnia LFG zbudowała następnie serię prototypów, ale dopiero samolot Roland D.VI wszedł do seryjnej produkcji. Na początku 1918 roku jego prototyp (będący tysięczną maszyną tego producenta) uczestniczył w konkursie na nowy niemiecki myśliwiec. Współzawodnictwo wygrał Fokker D.VII, ale Roland był wystarczająco udany, by lotnictwo niemieckie zamówiło krótszą serię, na wypadek kłopotów z produkcją Fokkerów.
Podobnie jak inne samoloty Roland, D.VI miał dopracowaną aerodynamicznie sylwetkę, głęboki kadłub zapewniał miejsce na stosunkowo obszerną kabinę, dzięki czemu pilot mógł się dość swobodnie obracać i rozglądać, co było ważne dla myśliwca. Widoczność była dobra, a samolot miał dobre charakterystyki lotne: krótki start, niską prędkość lądowania, lepszą manewrowość od porównywalnych maszyn. Przy dużych obrotach silnika miał lekką tendencję do zadzierania dzioba (zwiększania kąta natarcia), a przy niskich – do opuszczania go, co było zachowaniem typowym.
Samolot osiągał 200 km/h na poziomie morza, ale na wysokości 2000 m prędkość maksymalna spadała do 182 km/h. Ogólnie maszyna była bardzo udana, a głównym problemem była skomplikowana i pracochłonna technologia produkcji kadłuba. Z punktu widzenia pilota, samolot miał równie dobrą manewrowość co Fokker D.VII, a mniejsze siły na sterach; wąski rozstaw kół nieco utrudniał kołowanie.
Produkowany w dwóch wersjach silnikowych w stosunkowo niewielkiej liczbie, służył jako uzupełnienie stanu eskadr na froncie zachodnim; wszedł do służby w maju 1918 – do końca czerwca było ich na froncie 55 sztuk; do sierpnia doszło kolejnych 70. Większość służyła do ochrony baz morskich przed atakami wodnosamolotów. Poza marynarką wojenną głównym użytkownikiem była Jasta 23; innymi użytkownikami były eskadry Jasta 32b, Jasta 33 i Jasta 35b. Łącznie wyprodukowano 359 maszyn obu wersji.

## Konstrukcja

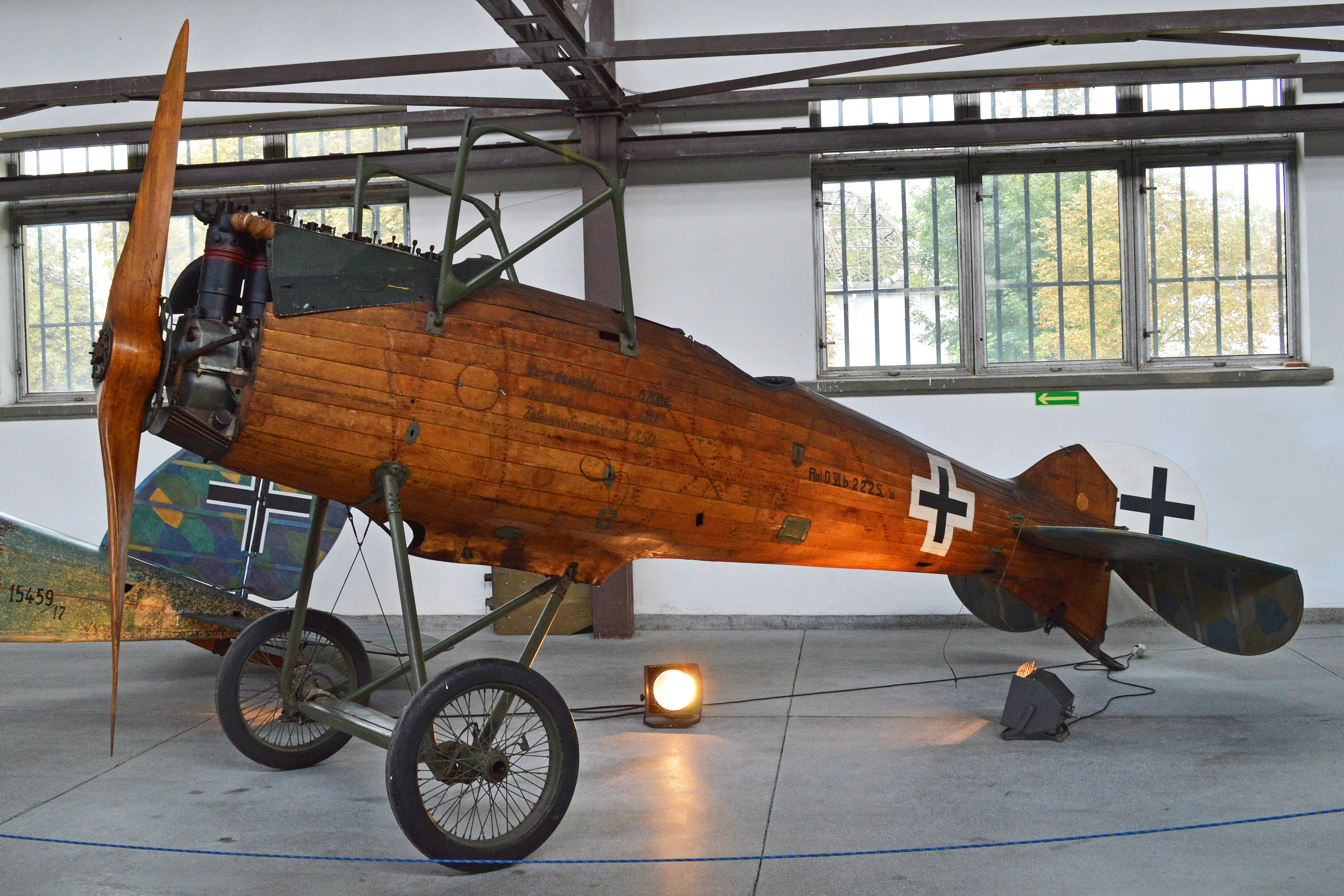
Jedyny zachowany na świecie myśliwiec Roland D.VIb w Muzeum Lotnictwa Polskiego w Krakowie. Doskonale widoczna konstrukcja kadłuba z poszyciem z cienkich listew

Samolot był w pełni drewniany; miał nietypową konstrukcję kadłuba – LFG odeszło od skorupowej budowy stosowanej w maszynach C.II na rzecz półskorupowej, „klinkierowej” (Klinkerrumpf), zbliżonej do kadłuba łodzi. Podłużne listwy świerkowe były przymocowane do lekkiej konstrukcji ze świerkowych wzdłużnic i sklejkowych grodzi; listwy zachodziły jedna na drugą, ale były tak wyprofilowane, by zewnętrzna powierzchnia była gładka. Inną charakterystyczną cechą D.VI było zamontowanie dolnego płata na „kilu”, stanowiącym integralną część kadłuba.
Silnik Benz Bz.IIIa był opływowo wbudowany w kadłub, z boku osłonięty metalowymi panelami ułatwiającymi doń dostęp. Rura wydechowa skierowana w dół, na prawą burtę. Ten rzędowy, sześciocylindrowy silnik o mocy 200 KM był podstawową jednostką napędową, a wersja weń wyposażona określana była D.VIb. Pierwsza seria, D.VIa, używała 160-konnego silnika Mercedes D.III (część – wersji o mocy 180 KM), ale wobec ich niedoboru, zmieniono jednostkę napędową, co spowodowało przekonstruowanie przodu kadłuba. Wedle powojennych testów amerykańskich silniki Benz miały lekką tendencją do przegrzewania się, jeśli wloty powietrza były w pełni przymknięte. Zapas paliwa wynosił 85 litrów.
Płaty drewniane o kształcie prostokątnym, bez skosu, pokryte płótnem, umieszczone dokładnie jedno nad drugim, połączone były ze sobą parą pojedynczych słupków i usztywnione cięgnami stalowymi. Dolne skrzydło o niewielkim (3°) wzniosie, było nieco węższe (122 wobec 140 cm wg Lambertona), za czym szło węższe położenie dźwigarów, co z kolei powodowało lekką zbieżność słupków międzyskrzydłowych. Dolny płat był nieco krótszy – W.M. Lamberton podaje rozpiętość 940 cm dla górnego i 850 cm; odległe od siebie były o 147 cm. Opierały się na dwóch dźwigarach o skrzynkowej konstrukcji, połączonych żebrami; usztywnione były rurkami metalowymi. Górny płat podparty był zastrzałami ze stalowych rurek; wmontowana weń była opływowa chłodnica, przesunięta lekko w lewo. Lotki kryte płótnem, uruchamiane przez obrotową rurkę metalową, sterowaną dźwigniami z wnętrza kadłuba.
Obie (górna i dolna) powierzchnie drewnianego statecznika pionowego były zintegrowane z kadłubem.
Powierzchnie sterowe (poziome i pionowe) z rurek metalowych, kryte płótnem. Podwozie klasyczne, z rur stalowych, amortyzowane sznurem gumowym.
Uzbrojenie: dwa zsynchronizowane karabiny maszynowe LMG 08/15 Spandau.
Zachowany kadłub samolotu LFG Roland D.VI znajduje się w zbiorach krakowskiego Muzeum Lotnictwa Polskiego. Jest to jeden z prototypów tego samolotu, uczestniczących w konkursie z 1918 roku i jedyny zachowany D.VI na świecie.